# Giv‘at ‘Amram
Giv‘at ‘Amram (hebreiska: גבעת עמרם, Giv’at Amram) är ett berg i Israel.   Det ligger i distriktet Södra distriktet, i den södra delen av landet. Toppen på Giv‘at ‘Amram är 404 meter över havet.
Terrängen runt Giv‘at ‘Amram är kuperad åt nordväst, men åt sydost är den platt. Terrängen runt Giv‘at ‘Amram sluttar brant österut. Runt Giv‘at ‘Amram är det ganska glesbefolkat, med 42 invånare per kvadratkilometer. Närmaste större samhälle är Eilat, 11,1 km söder om Giv‘at ‘Amram. Trakten runt Giv‘at ‘Amram är ofruktbar med lite eller ingen växtlighet.